# World Series of Poker 2007
Die World Series of Poker 2007 war die 38. Austragung der Poker-Weltmeisterschaft und fand ab dem 1. Juni 2007 im Rio All-Suite Hotel and Casino in Paradise am Las Vegas Strip statt. Sie endete mit dem Finaltisch des Main Events am 17. Juli 2007.

## Turniere

### Struktur

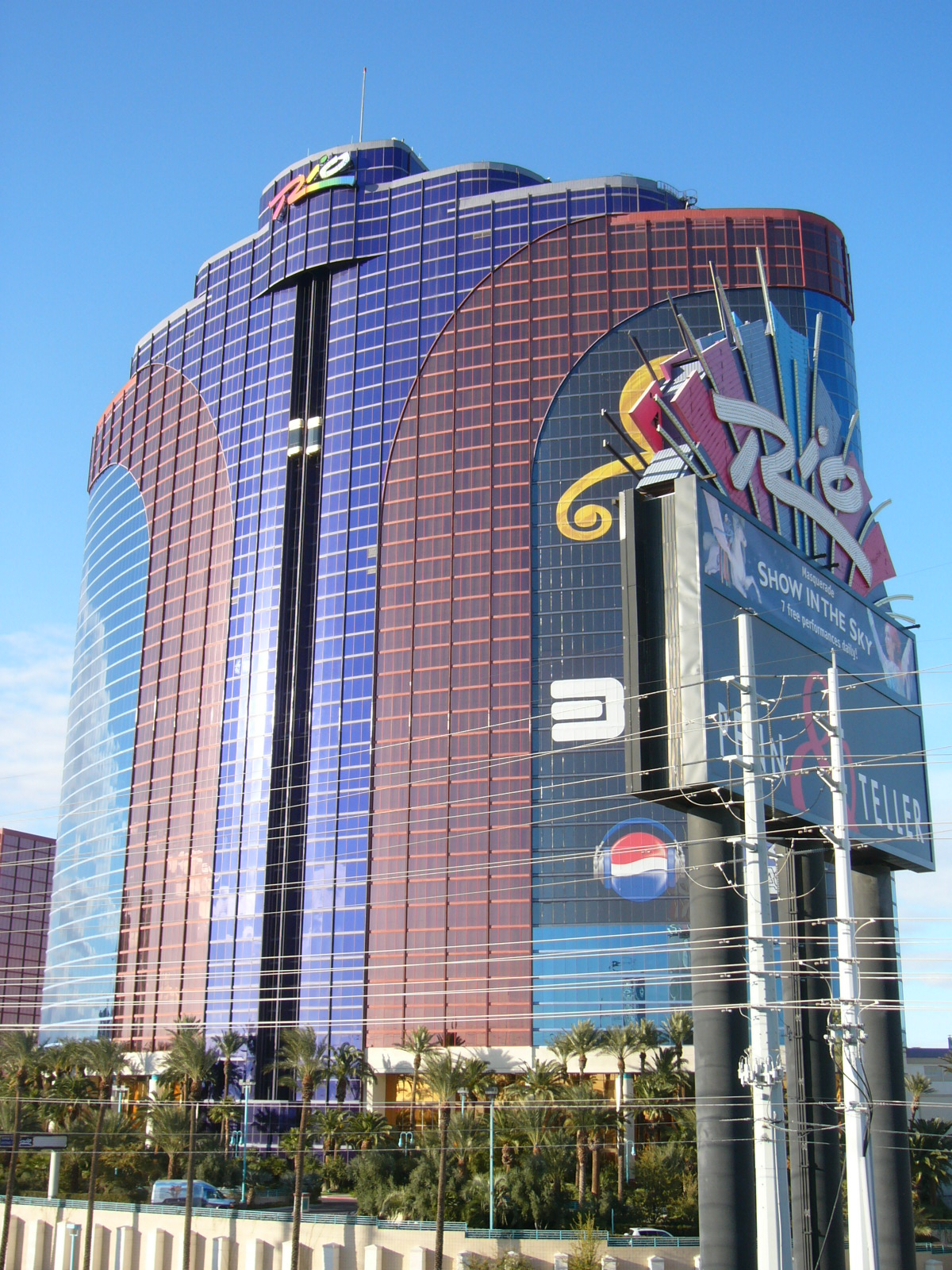
Das Rio All-Suite Hotel and Casino am Las Vegas Strip

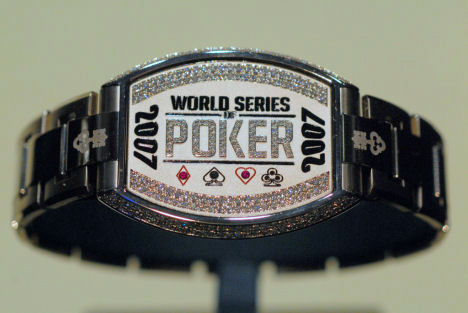
Bracelets gab es auch 2007 neben dem Preisgeld zu gewinnen

Insgesamt standen 55 Pokerturniere in den Varianten Texas Hold’em, Omaha Hold’em, Seven Card Stud, Razz sowie in den gemischten Varianten H.O.R.S.E. und H.O.S.E. auf dem Turnierplan. Zu den Turnieren gehören unter anderem das Tournament of Champions und das mit 50.000 US-Dollar teuerste Turnier in der Spielvariante H.O.R.S.E. Es fand in Anlehnung zur National Heads-Up Poker Championship erstmals ein Heads-Up-Turnier statt. Des Weiteren fand pro Variante ein sogenanntes World Championship Event (WCE) statt. Der Sieger erhielt ein besonderes Bracelet und durfte sich als Weltmeister in der jeweiligen Variante bezeichnen. Einen Tag vor dem Main Event wurde ein von Annie Duke organisiertes Charityturnier gespielt. Das Turnier mit dem Namen Ante Up for Africa hatte ein Buy-in von 5000 US-Dollar und wurde von Dan Shak gewonnen. Es wurde kein Bracelet vergeben und die Hälfte des Preispools wurde gespendet, die andere Hälfte an die Spieler ausgezahlt.
Es wurden erneut alle Turniere im Rio All-Suite Hotel and Casino in Paradise, Nevada, von Harrah’s Entertainment veranstaltet. Der offizielle Sponsor der Turnierserie war PartyPoker.

### Änderungen zu den Vorjahren

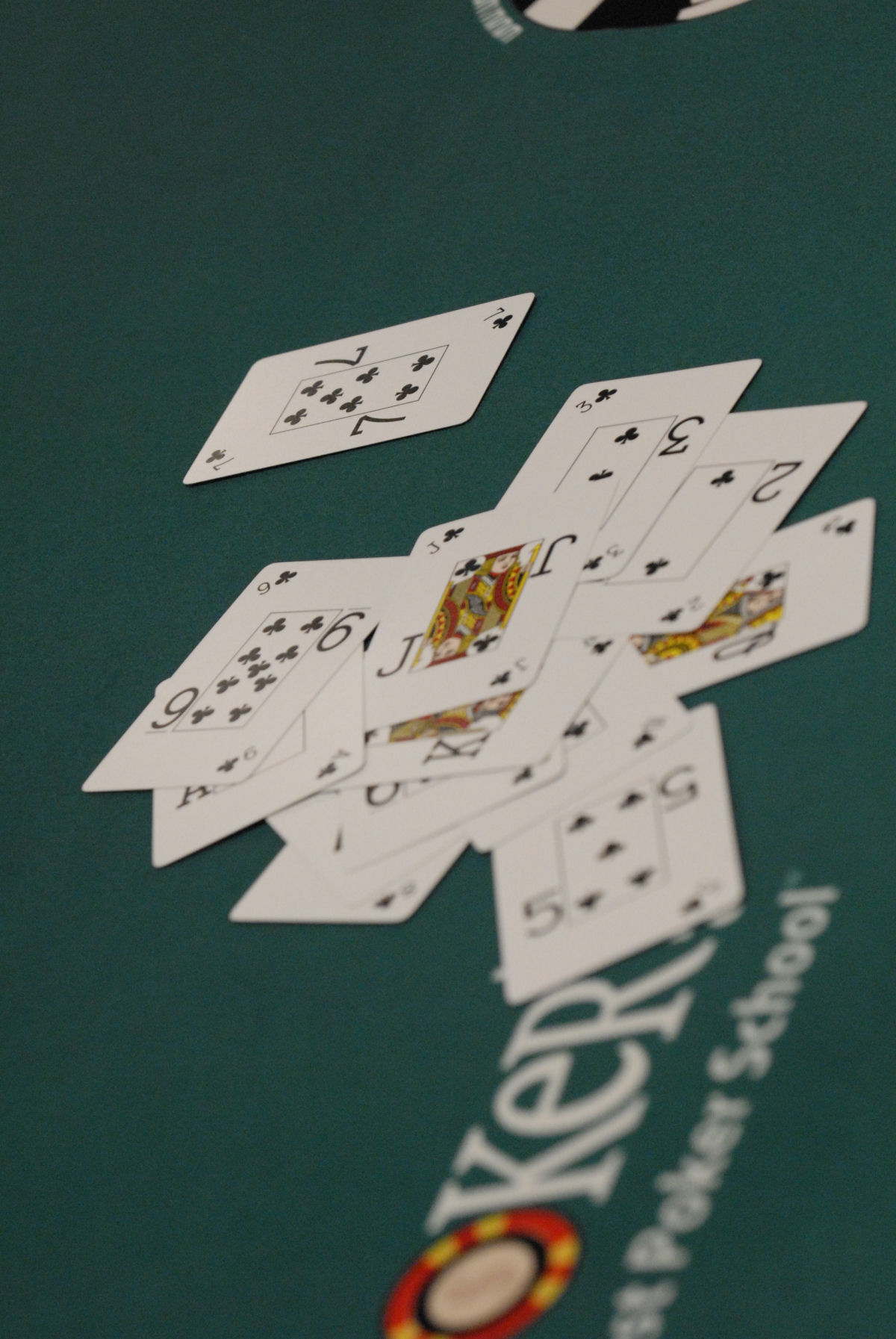
Die neuen Karten sorgten für Aufregung

Im Vergleich zu den Vorjahren wurde vor allem die Struktur der Turniere verändert. Jeder Spieler erhielt erstmals Chips im doppelten Wert des Buy-ins des jeweiligen Turniers. Die Blinds stiegen zwar ebenfalls an, im Verhältnis zum Buy-in fielen die Mindesteinsätze aber geringer aus als in den Vorjahren. Harrah’s gab im Vorfeld bekannt, dass sich die Verteilung der Preisgelder ändern würde. Das bedeutete, dass die Topplatzierten weniger und die Spieler am Ende der Preisgeldränge mehr Geld erhielten.
Zusätzlich dazu gab es noch eine kleine Änderung, die für die Spieler eine Umstellung bedeutete. Der offizielle Kartenlieferant Bicycle präsentierte vor dem Turnier seine neuen Kartendecks. Die Symbole der Karten waren nun so angeordnet, dass die Spieler die Karten nur noch an den Ecken leicht anheben mussten, um die Hand zu sehen. Es gab jedoch zahlreiche Beschwerden der Spieler, weil die Symbole auf den Karten kaum zuzuordnen waren. Es ging sogar so weit, dass einige Spieler ihr Buy-in zurückforderten. So kam es, dass sich Harrah’s nach drei Tagen dazu entschloss, wieder mit den gewohnten Karten zu spielen.

### Turnierplan
Im Falle eines mehrfachen Braceletgewinners gibt die Zahl hinter dem Spielernamen an, das wievielte Bracelet in diesem Turnier gewonnen wurde.
| #  | Buy-in (in $) | Turnier                                          | Turnierbeginn | Teilnehmer | Sieger                  | Herkunft               | Preisgeld (in $) |
| -- | ------------- | ------------------------------------------------ | ------------- | ---------- | ----------------------- | ---------------------- | ---------------- |
| 1  | 05.000        | Mixed Limit/No-Limit Hold’em Championship        | 1. Juni 2007  | 0451       | Steve Billirakis        | Vereinigte Staaten     | 0.536.287        |
| 2  | 00.500        | Casino Employees No-Limit Hold’em                | 1. Juni 2007  | 1039       | Frederick Narciso       | Vereinigte Staaten     | 0.104.701        |
| 3  | 01.500        | No-Limit Hold’em                                 | 2. Juni 2007  | 2998       | Ciarán O’Leary          | Irland                 | 0.727.012        |
| 4  | 01.500        | Pot-Limit Hold’em                                | 3. Juni 2007  | 0781       | Michael Spegal          | Vereinigte Staaten     | 0.252.290        |
| 5  | 02.500        | Omaha/Seven Card Stud Hi-Lo 8 or Better          | 3. Juni 2007  | 0327       | Tom Schneider           | Vereinigte Staaten     | 0.214.347        |
| 6  | 01.500        | Limit Hold’em                                    | 4. Juni 2007  | 0910       | Gary Styczynski         | Vereinigte Staaten     | 0.280.715        |
| 7  | 05.000        | Pot-Limit Omaha (Rebuy)                          | 4. Juni 2007  | 0145       | Burt Boutin (2)         | Vereinigte Staaten     | 0.825.956        |
| 8  | 01.000        | No-Limit Hold’em (Rebuy)                         | 5. Juni 2007  | 0844       | Michael Chu             | Vereinigte Staaten     | 0.585.774        |
| 9  | 01.500        | Omaha Hi-Lo 8 or Better                          | 5. Juni 2007  | 0690       | Alexander Krawtschenko  | Russland               | 0.228.446        |
| 10 | 02.000        | No-Limit Hold’em                                 | 6. Juni 2007  | 1531       | Will Durkee             | Vereinigte Staaten     | 0.566.913        |
| 11 | 05.000        | Seven Card Stud Championship                     | 6. Juni 2007  | 0180       | Chris Reslock           | Vereinigte Staaten     | 0.258.453        |
| 12 | 01.500        | No-Limit Hold’em 6-Handed                        | 7. Juni 2007  | 1427       | Jason Warner            | Kanada                 | 0.481.698        |
| 13 | 05.000        | Pot-Limit Hold’em Championship                   | 8. Juni 2007  | 0398       | Allen Cunningham (5)    | Vereinigte Staaten     | 0.487.287        |
| 14 | 01.500        | Seven Card Stud                                  | 8. Juni 2007  | 0395       | Michael Keiner          | Deutschland            | 0.146.987        |
| 15 | 01.500        | No-Limit Hold’em                                 | 9. Juni 2007  | 2628       | Phil Hellmuth (11)      | Vereinigte Staaten     | 0.637.254        |
| 16 | 02.500        | H.O.R.S.E.                                       | 9. Juni 2007  | 0382       | James Richburg (2)      | Vereinigte Staaten     | 0.239.503        |
| 17 | 01.000        | Ladies No-Limit Hold’em Championship             | 10. Juni 2007 | 1286       | Sally Boyer             | Vereinigte Staaten     | 0.262.077        |
| 18 | 05.000        | Limit Hold’em Championship                       | 10. Juni 2007 | 0257       | Saro Getzoyan           | Vereinigte Staaten     | 0.333.379        |
| 19 | 02.500        | No-Limit Hold’em                                 | 11. Juni 2007 | 1013       | Francois Safieddine     | Vereinigte Staaten     | 0.521.785        |
| 20 | 02.000        | Seven Card Stud Hi-Lo 8 or Better                | 11. Juni 2007 | 0340       | Ryan Hughes             | Vereinigte Staaten     | 0.176.358        |
| 21 | 01.500        | No-Limit Hold’em Shootout                        | 12. Juni 2007 | 0900       | Don Baruch              | Vereinigte Staaten     | 0.264.107        |
| 22 | 05.000        | No-Limit Hold’em                                 | 13. Juni 2007 | 0640       | James Mackey            | Vereinigte Staaten     | 0.730.740        |
| 23 | 01.500        | Pot-Limit Omaha                                  | 14. Juni 2007 | 0576       | Scott Clements (2)      | Vereinigte Staaten     | 0.194.206        |
| 24 | 03.000        | Seven Card Stud Hi-Lo 8 or Better                | 14. Juni 2007 | 0236       | Eli Elezra              | Vereinigte Staaten     | 0.198.984        |
| 25 | 02.000        | No-Limit Hold’em                                 | 15. Juni 2007 | 1619       | Ben Ponzio              | Vereinigte Staaten     | 0.599.467        |
| 26 | 05.000        | H.O.R.S.E.                                       | 15. Juni 2007 | 0192       | Ralph Schwartz          | Vereinigte Staaten     | 0.275.683        |
| 27 | 01.500        | No-Limit Hold’em                                 | 16. Juni 2007 | 2315       | Dave Stucke             | Vereinigte Staaten     | 0.603.069        |
| 28 | 03.000        | No-Limit Hold’em                                 | 17. Juni 2007 | 0827       | Shankar Pillai          | Vereinigte Staaten     | 0.527.829        |
| 29 | 01.500        | Razz                                             | 17. Juni 2007 | 0341       | Katja Thater            | Deutschland            | 0.132.653        |
| 30 | 02.500        | No-Limit Hold’em 6-Handed                        | 18. Juni 2007 | 0847       | Hoyt Corkins (2)        | Vereinigte Staaten     | 0.515.065        |
| 31 | 05.000        | Heads Up No-Limit Hold’em Championship           | 19. Juni 2007 | 0392       | Dan Schreiber           | Vereinigte Staaten     | 0.425.594        |
| 32 | 02.000        | Seven Card Stud                                  | 19. Juni 2007 | 0213       | Jeff Lisandro           | Australien             | 0.118.426        |
| 33 | 01.500        | Pot-Limit Omaha (Rebuy)                          | 20. Juni 2007 | 0293       | Alan Smurfit            | Irland                 | 0.464.867        |
| 34 | 03.000        | Limit Hold’em                                    | 20. Juni 2007 | 0296       | Alexander Borteh        | Vereinigte Staaten     | 0.225.483        |
| 35 | 01.500        | No-Limit Hold’em                                 | 21. Juni 2007 | 2541       | Ryan Young              | Vereinigte Staaten     | 0.616.154        |
| 36 | 05.000        | Omaha Hi-Lo 8 or Better Championship             | 21. Juni 2007 | 0280       | John Guth               | Vereinigte Staaten     | 0.363.216        |
| 37 | 02.000        | Pot-Limit Hold’em                                | 22. Juni 2007 | 0599       | Greg Hopkins            | Vereinigte Staaten     | 0.269.274        |
| 38 | 01.500        | No-Limit Hold’em                                 | 23. Juni 2007 | 2778       | Robert Cheung           | Kanada                 | 0.673.628        |
| 39 | 50.000        | H.O.R.S.E. Championship                          | 24. Juni 2007 | 0148       | Freddy Deeb (2)         | Libanon                | 2.276.832        |
| 40 | 01.500        | Mixed Limit/No-Limit Hold’em                     | 24. Juni 2007 | 0620       | Fred Goldberg           | Vereinigte Staaten     | 0.205.271        |
| 41 | 01.000        | Seniors No-Limit Hold’em Championship            | 25. Juni 2007 | 1882       | Ernest Bennett          | Vereinigte Staaten     | 0.348.423        |
| 42 | 01.500        | Pot-Limit Omaha Hi-Lo 8 or Better                | 25. Juni 2007 | 0687       | Łukasz Dumanski         | Kanada                 | 0.227.454        |
| 43 | 02.000        | Limit Hold’em                                    | 26. Juni 2007 | 0472       | Saif Ahmad              | Bangladesch            | 0.217.329        |
| 44 | 02.000        | Omaha Hi-Lo                                      | 27. Juni 2007 | 0534       | Frankie O’Dell (2)      | Vereinigte Staaten     | 0.240.057        |
| 45 | 05.000        | No-Limit Hold’em 6-Handed                        | 28. Juni 2007 | 0728       | William Edler           | Vereinigte Staaten     | 0.904.672        |
| 46 | 01.000        | Seven Card Stud Hi-Lo 8 or Better                | 28. Juni 2007 | 0668       | Tom Schneider (2)       | Vereinigte Staaten     | 0.147.713        |
| 47 | 02.000        | No-Limit Hold’em                                 | 29. Juni 2007 | 2038       | Blair Rodman            | Vereinigte Staaten     | 0.707.898        |
| 48 | 01.000        | 2-7 Triple Draw Lowball (Rebuy)                  | 29. Juni 2007 | 0209       | Rafi Amit (2)           | Israel                 | 0.227.005        |
| 49 | 01.500        | No-Limit Hold’em                                 | 30. Juni 2007 | 3151       | Chandrasekhar Billavara | Vereinigte Staaten     | 0.722.914        |
| 50 | 10.000        | Pot-Limit Omaha Championship                     | 1. Juli 2007  | 0314       | Robert Mizrachi         | Vereinigte Staaten     | 0.768.889        |
| 51 | 01.000        | S.H.O.E.                                         | 1. Juli 2007  | 0730       | Dao Bac                 | Vereinigte Staaten     | 0.157.975        |
| 52 | 01.000        | No-Limit Hold’em (Rebuy)                         | 2. Juli 2007  | 1048       | Michael Graves          | Vereinigte Staaten     | 0.742.121        |
| 53 | 01.500        | Limit Hold’em Shootout                           | 3. Juli 2007  | 0720       | Ram Vaswani             | Vereinigtes Konigreich | 0.217.438        |
| 54 | 05.000        | No-Limit 2-7 Lowball Draw Championship (Rebuy)   | 4. Juli 2007  | 0078       | Erik Seidel (8)         | Vereinigte Staaten     | 0.538.835        |
| 55 | 10.000        | No-Limit Hold’em Main Event – World Championship | 6. Juli 2007  | 6358       | Jerry Yang              | Vereinigte Staaten     | 8.250.000        |

### Wissenswertes

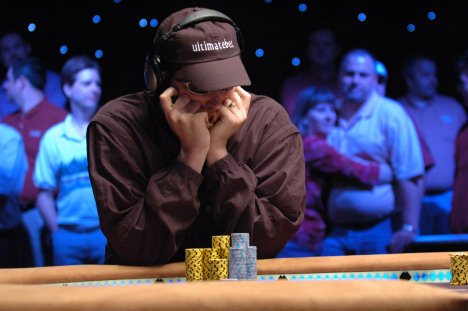
Der 15-fache Braceletgewinner Phil Hellmuth

- Die Turniere waren zum Großteil auf drei Tage angesetzt. Eine Ausnahme bildete das fünftägige 50.000 US-Dollar teure H.O.R.S.E.-Turnier, die kleinen Stud-Turniere, die nur auf zwei Tage verteilt waren, sowie das elftägige Main Event.
- Bereits im ersten Turnier wurde der Rekord des jüngsten Siegers eines Turniers eingestellt. Steve Billirakis war zum Zeitpunkt seines Triumphes erst zehn Tage über dem Altersminimum von 21 Jahren.
- Der in Phoenix lebende Tom Schneider holte bei den Turnieren Nummer 5 sowie Nummer 46 den Sieg und war somit der einzige Spieler, der zwei Bracelets gewannen. Durch diese Erfolge erhielt er außerdem die Auszeichnung als Player of the Year.
- Phil Hellmuth gewann im Event #15 sein elftes Armband und ist seitdem alleiniger Spitzenreiter nach Turniersiegen. Mittlerweile ist er 15-facher Braceletgewinner.
- Mit Michael Keiner und Katja Thater gewannen zwei Deutsche ein Armband. Zudem war Thater die einzige Frau, die in einem regulären Turnier triumphierte.
- Am häufigsten in den Preisrängen waren mit acht money finishes Michael Binger und Chad Brown.[4]
- Tom Schneider, Chris Björin, Humberto Brenes, Robert Mizrachi und Thor Hansen saßen dreimal an einem Finaltisch.
- Durch den großen Andrang bei den 1500 US-Dollar teuren Turnieren in No Limit Hold’em wurden Spieler in ein anliegendes Zelt zum Spielen verlegt. Insgesamt wurde die Organisation der WSOP durch den Veranstalter Harrah’s Entertainment von vielen Spielern als miserabel bezeichnet.
- Der Bellagio Cup der World Poker Tour fand vom 11. Juni bis zum 15. Juli im Hotel Bellagio am Las Vegas Strip statt. Diese Überlagerung der Termine wurde von vielen Profis als Respektlosigkeit gegenüber der World Series gewertet.[5]

### Main Event

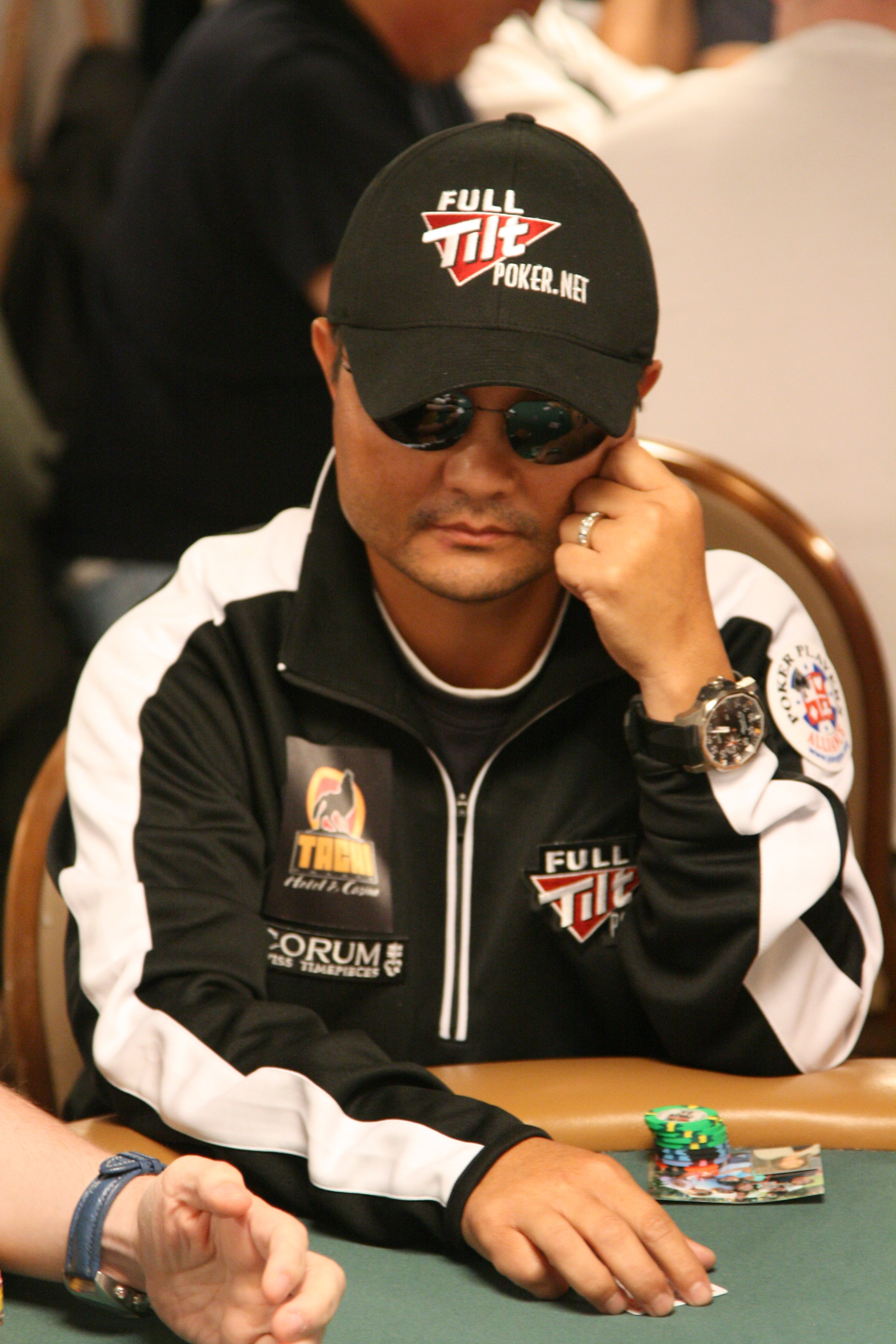
Jerry Yang (2008)

Der Finaltisch begann am 17. Juli 2007. In der finalen Hand gewann Yang mit 8♣ 8♦ gegen Lam mit A♦ Q♦.
| Platz | Herkunft               | Spieler                | Preisgeld (in $) |
| ----- | ---------------------- | ---------------------- | ---------------- |
| 1     | Vereinigte Staaten     | Jerry Yang             | 8.250.000        |
| 2     | Kanada                 | Tuan Lam               | 4.840.981        |
| 3     | Sudafrika              | Raymond Rahme          | 3.048.025        |
| 4     | Russland               | Alexander Krawtschenko | 1.852.721        |
| 5     | Vereinigtes Konigreich | Jon Kalmar             | 1.255.069        |
| 6     | Vereinigte Staaten     | Hevad Khan             | 0.956.243        |
| 7     | Vereinigte Staaten     | Lee Childs             | 0.705.229        |
| 8     | Vereinigte Staaten     | Lee Watkinson          | 0.585.699        |
| 9     | Danemark               | Phillip Hilm           | 0.525.934        |

## Expansion

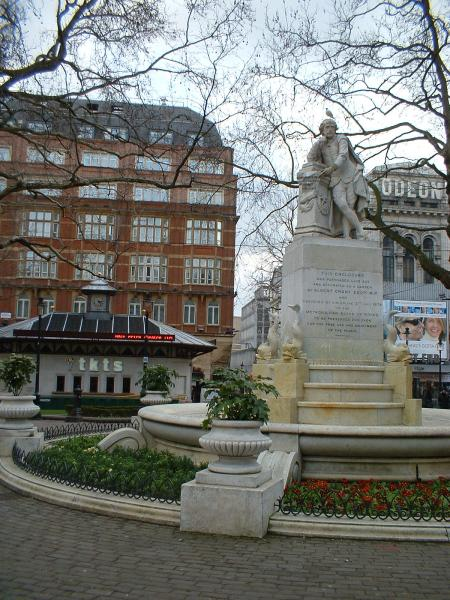
Der berühmte Leicester Square

Die World Series of Poker fand vom 6. bis 16. September 2007 auch in Europa statt. Es wurden drei Turniere in der Londoner Spielbank The Casino at the Empire veranstaltet, bei denen reguläre Bracelets gewonnen werden konnten. Das Casino liegt am Leicester Square und wurde erst im Frühjahr 2007 eröffnet. Zusätzlich wurden beim Hauptturnier zwei weitere Casinos in Anspruch genommen, um das Teilnehmerfeld aufzuteilen.
Die Startgelder waren deutlich höher als bei der WSOP am Las Vegas Strip. Der Veranstalter kalkulierte mit deutlich weniger Teilnehmern und wollte so den Preispool stabilisieren. Außerdem fühlen sich die Topstars durch das höhere Buy-in deutlich eher angezogen als wenn man „kleine“ Turniere stattfinden lassen würde.
Das 10.000 £ teure Hauptturnier war für sieben Tage angesetzt. Das H.O.R.S.E.-Turnier sollte drei und das Pot Limit Omaha-Turnier zwei Tage dauern.
Thomas „The Buzzer“ Bihl gewann das erste Bracelet außerhalb der Vereinigten Staaten. Beim H.O.R.S.E.-Turnier siegte er am Finaltisch unter anderem über Alexander Krawtschenko, Chris Ferguson, Kirk Morrison und Jennifer Harman.
Das zweite Turnier gewann der Italiener Dario Alioto und 234.390 £ Preisgeld.
Zum Zeitpunkt der WSOP Europe war die Gewinnerin des Main Events erst 18 Jahre alt. Die Norwegerin Annette Obrestad, die durch ihre Interneterfolge schon Berühmtheit erlangte, gewann mehr als 2 Millionen US-Dollar und ist somit die jüngste Braceletgewinnerin bei der WSOP.

## Player of the Year

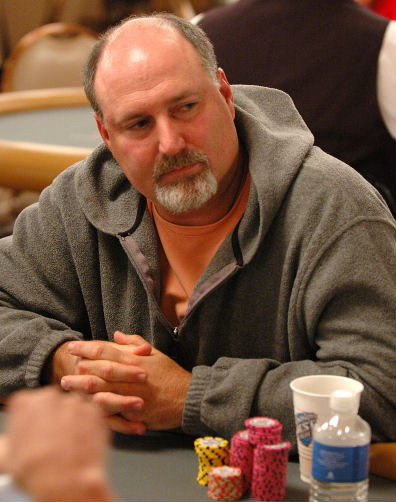
Tom Schneider (2006)

Die Auszeichnung als Player of the Year erhielt der Spieler, der über alle Turniere hinweg die meisten Punkte sammelte. Von der Wertung waren nicht für alle Spieler zugängliche Turniere ausgenommen. Das Ranking beinhaltete auch die Turniere der World Series of Poker Europe. Sieger Tom Schneider gewann zwei Bracelets und erreichte einen weiteren Finaltisch.
| Platz | Herkunft           | Spieler                | Punkte |
| ----- | ------------------ | ---------------------- | ------ |
| 1     | Vereinigte Staaten | Tom Schneider          | 255    |
| 2     | Australien         | Jeff Lisandro          | 225    |
| 3     | Vereinigte Staaten | Robert Mizrachi        | 210    |
| 4     | Vereinigte Staaten | Scotty Nguyen          | 180    |
| 5     | Vereinigte Staaten | Phil Hellmuth          | 170    |
| 6     | Vereinigte Staaten | Scott Clements         | 167    |
| 7     | Schweden           | Chris Björin           | 165    |
| 8     | Danemark           | Rene Mouritsen         | 160    |
| 9     | Russland           | Alexander Krawtschenko | 155    |
| 10    | Vereinigte Staaten | Will Durkee            | 155    |